# Gonodactylus smithii
El camarón mantis con punto púrpura ("purple spot mantis shrimp" en inglés) (Gonodactylus smithii) es un crustáceo malacostráceo del orden Stomatopoda que habita en el gran arrecife de coral de Australia.
Posee una visión singular, pues puede mover independientemente cada uno de sus ojos y son capaces de captar una gama de espectroscopia muy alta, desde radiaciones con frecuencias bajas como el infrarrojo hasta el ultravioleta. También son capaces de detectar cuatro tipos de polarización lineal y dos de polarización circular. Esta propiedad les ayuda en la alimentación al detectar pequeños animales casi transparentes e invisibles al ojo humano.
Gonodactylus smithii es conocido por los buzos por su agresividad y lo afilado de sus tenazas, por ello lo nombran "rajador de pulgares".
Este crustáceo, que alcanza los 12 cm y es de colores vivos, puede vivir en acuarios, pero son capaces de romper cristales de acuario hasta de 6,3 mm (1/4 de pulgada). 
Aunque a pesar de que tiene vivos colores y de sus otras características en la índole de la visión, su reconocimiento en el mundo científico es debido principalmente a dos de sus extremidades frontales, este pequeño crustáceo gracias a un evolucionado aparato de 'palanca y presión' que realiza en un intrincado sistema de huesos internos consigue propulsar sus pinzas con forma de guante de boxeo para golpear y matar con una aceleración tan grande como la bala de un cartucho .22 Long Rifle, alrededor de 345 metros/segundo (350 m/s) lo que equivale a una fuerza de 1500 Newton (N). Gracias a estas potentísimas extremidades el camarón mantis caza de una manera inusitada a otros crustáceos tales como los cangrejos, moluscos u otros congéneres de su misma especie; hay que destacar también el hecho de que tienen muy pocos enemigos, se han dado casos documentados de camarones mantis destruyendo a animales marinos 8 veces más grandes. Además, esta especie tiene una alta densidad ósea que le permite no dañarse cuando realiza dichos golpes contra sus presas. 
Hoy en día es toda una novedad en el ámbito científico, e incluso actualmente se están realizando investigaciones sobre las cualidades mecánicas de este pequeño crustáceo, el cual, goza también de una gran agresividad y la capacidad de generar efectos de cavitación con las mencionadas pinzas, pudiendo herir y conmocionar a otros seres próximos. 
Se ha observado que las gambas mantis se mueven por rodadura.